# Климкевич Михайло
Михайло Григорович Климкевич  (25 вересня 1889, Рава-Руська, нині Львівська область – пом. у липні 1944, Броди, нині Золочівський район, Львівська область) – правник, військовик, громадський діяч, сотник Української галицької армії, майор Дивізії «Галичина». Чоловік Ірини Климкевич (Шміґельської), батько Романа Климкевича.

## Життєпис
Народився 25 вересня 1889 р. у Раві Руській. Навчався в Академічній гімназії у Львові, яку закінчив 1909 р., та на правничому факультеті Львівського університету. У гімназійні роки товаришував з Євгеном Коновальцем.
З початком Першої світової війни мобілізований, служив у чині обер-лейтенанта в 30-му піхотному полку австро-угорської армії. Воював на італійському фронті в Альпах, був поранений, нагороджений бронзовою медаллю «За військові заслуги» на стрічці Хреста військових заслуг, з мечами.
У дні Листопадового чину став учасником польсько-української війни.  Добровольцем у чині сотника вступив до Української Галицької Армії й очолив 2-й Станиславівський курінь, який пізніше увійшов до Козацького загону імені Ґонти. У січні 1919 р. призначений (після переходу  Андрія Долуда до Армії УНР) командиром Козацького загону імені Ґонти, який за тим було реформовано в 1-й курінь 10-ї Янівської бригади УГА, пізніше командував цією бригадою. Відзначився у боях за Львів і Тернопіль. Після переходу УГА за ріку Збруч воював за незалежність Української Народної Республіки в більшовицько-українській війні, брав участь у поході на Київ, боях за Вінницю і Бердичів.
Після поразки українських Визвольних змагань разом з дружиною був інтернований поляками. Перебували у таборі для полонених УГА у Фридрихівці (нині частина міста Волочиська Хмельницької області). У міжвоєнний період — став одним з активних діячів Українського Педагогічного Товариства «Рідна Школа». Працював правним референтом. Був одним із організаторів відкриття пам'ятника Іванові Франку на Личаківському цвинтарі у 1933 році.
У 1943—1944 роках брав участь у формуванні 14-тої гренадерської дивізії Ваффен СС «Галичина». Загинув у липні 1944 року в боях під Бродами (нині Львівська область).

## Родина
У 1919 році одружився у Вінниці з санітарною хорунжою Української Галицької армії Іриною Климкевич (уродженою Шміґельською). 9 травня 1920 року в таборі для полонених УГА у Фридрихівці (зараз частина міста Волочиська) народився син Роман, який став істориком-геральдистом, публіцистом, перекладачем і письменником, помер у 1993 році в Маямі, США. Дружина померла в 1956 році у Відні.